# Rue Faidherbe (Lille)
Pour les articles homonymes, voir Rue Faidherbe.
La rue Faidherbe est une voie publique de la ville de Lille. 

## Situation et accès
La rue, de 22 mètres de largeur, longue de 300 mètres et de tracé rectiligne, relie la place du Théâtre à la place de la Gare, où se situe la gare ferroviaire Lille-Flandres. Elle est située en plein centre-ville.
La rue se situe dans le périmètre de la braderie de Lille.

## Origine du nom
Elle porte le nom du général français Louis Faidherbe, natif de la commune en 1818 et commandant de l’Armée du Nord pendant la guerre de 1870. 

## Historique

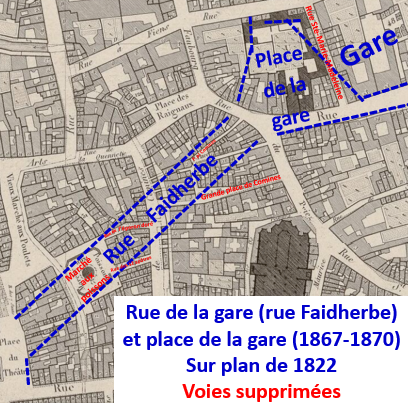
Percement de la rue Faidherbe à Lille et place de la gare.

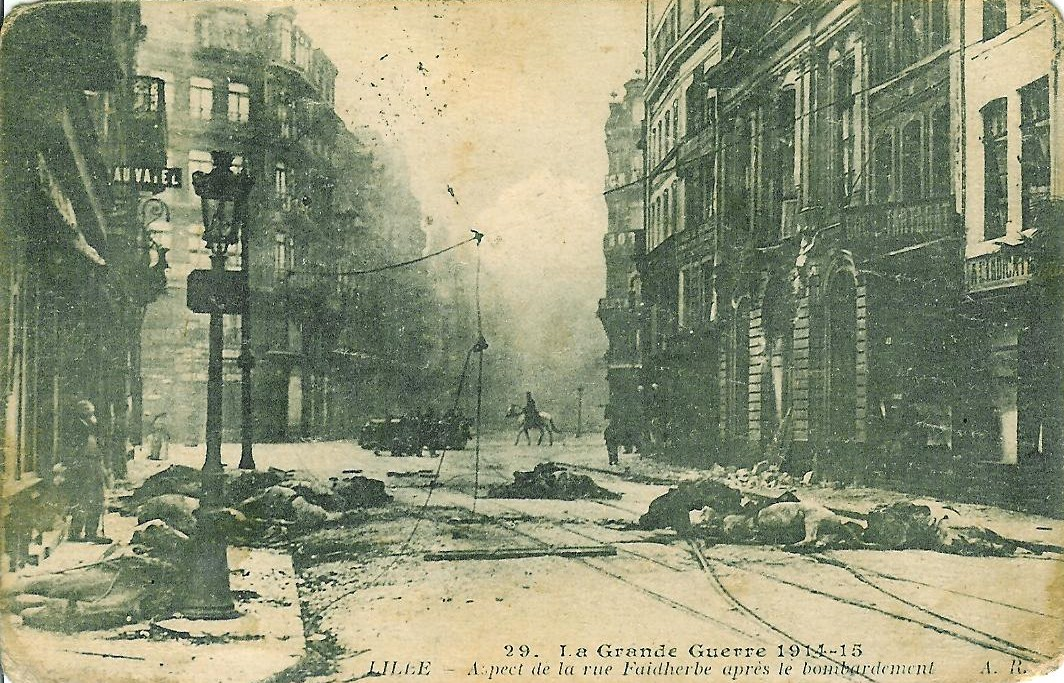
La rue Faidherbe dévastée, en 1914.

La rue Faidherbe est percée en 1869 et 1870 sur le modèle des travaux menés à Paris par Haussmann dans le tissu ancien de la ville dans le contexte des travaux d'aménagement menés après l'agrandissement de la ville en 1858. Le plan d'alignement de la ville de Lille est alors alimenté par les études de l'industriel Kolb-Bernard, président de la chambre de commerce, et ce sont les intérêts économiques qui guident la conception des aménagements. Ainsi, la future rue Faidherbe est conçue par l'ingénieur Masquelez, directeur des travaux municipaux, pour faciliter les flux entre la bourse de commerce (située entre le théâtre municipal et la Grand'Place) et la gare de voyageurs de Lille.
La rue est dessinée entre la nouvelle façade de la gare, agrandie en 1867, et la façade néo-classique du théâtre édifié par Michel-Joseph Lequeux au XVIIIe siècle.
Le percement de la rue bouleverse le parcellaire du quartier et entraîne la destruction de nombreux bâtiments (140 habitations sont détruites) dont la halle échevinale de la commune, le Minck (le marché aux poissons) et la chapelle des Bons-Fils. Plusieurs voies disparaissent, deux places, la Grande et la Petite place de Comines, la place du marché aux poissons, la rue des Douze apôtres et la rue de l'Éperon doré.
La ville ancienne est cependant relativement moins touchée par les travaux d'urbanisme que les quartiers centraux de Paris à la même époque, les autres percées réalisées dans les années 1860 à l'intérieur de l'enceinte de 1670 supprimée se limitant à celles de la rue Nationale et de la rue de Tenremonde.
La rue dénommée en 1872 « rue de la Gare » prend le nom de « rue Faidherbe » peu de temps après le décès du général Faidherbe survenu le 28 septembre 1889.. 
Elle est bordée d'édifices haussmanniens avec des édifices monumentaux à coupole à certains angles.
En 1903, le théâtre est détruit dans un incendie, faisant disparaître le décor sur lequel aboutissait la rue à son extrémité Ouest. La rue Faidherbe débouche depuis lors sur l'espace libre constitué par la place du Théâtre. 
À la suite des bombardements liés à l'offensive allemande de 1914, 13 hectares d'immeubles sont rasés du 9 au 12 octobre 1914 autour de la gare, dont une partie du bâti de la rue Faidherbe. La reconstruction des bâtiments détruits, dans les années vingt, se fait en utilisant des procédés de construction modernes avec le recours au béton, et dans un style régionaliste flamand ou lillois, avec un programme demandant une architecture « dans le style de la vieille Bourse, des maisons du Beauregard et de la nouvelle Bourse ».

## Bâtiments remarquables et lieux de mémoire
Elle est bordée par un bâti mêlant le style architectural haussmannien, peu répandu à Lille, et le style néo-lillois (immeubles reconstruits après 1914) appliqué à des bâtiments d'échelle haussmannienne.

### Commerces
Depuis le 15 novembre 2014, un Apple Store a ouvert ses portes dans l'ancienne boutique de la Grande Pharmacie de France, à l'angle de la rue Léon-Trullin en face de l'opéra. La Grande Pharmacie de France, entre ces murs depuis 130 ans, avait déménagé deux ans auparavant pour s'installer à l'emplacement de l'ancien magasin Tati,. Prochainement, la rue accueillera la nouvelle boutique en centre-ville du club de football de la ville LOSC Lille, l'enseigne rue de Béthune étant trop étroite.

### Festivité et culture

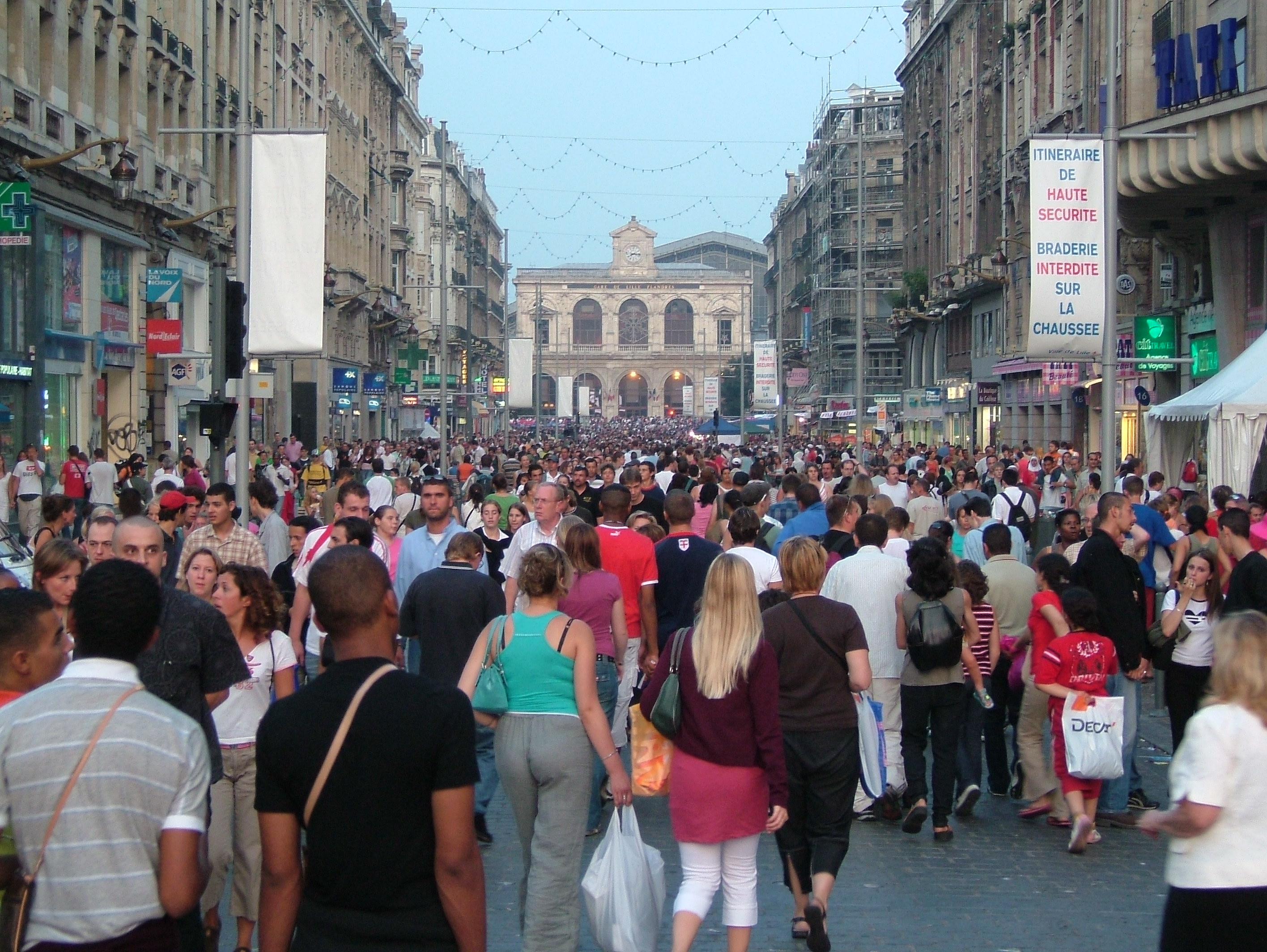
La rue Faidherbe lors de la braderie de Lille en 2005.

La rue Faidherbe est décorée pour Lille 3000. Dans le cadre de Bombayser de Lille, en 2007, des éléphants alignés de huit mètres créés par l'artiste indien Nitin Desai y sont installés,. Pour l'exposition Europe XXL, en 2009, douze anges d'une tonne et de 6,5 mètres de hauteur chacun, conçus par le collectif artistique russe AES + F y sont installés. Pour Lille Fantastic, en 2012, la rue s'est vu habillée d'une œuvre appelée Dentelle stellaire créée par l'artiste belge François Schuitten.